# Sophie and the Giants
Sophie and the Giants ook wel afgekort als SATG is een Engelse band opgericht in Sheffield, Engeland in 2015. In de Lage landen is de band voornamelijk bekend door hun samenwerking met de producer Purple Disco Machine, waarmee ze hier twee top 10-hits scoorden met Hypnotized (2020) en In the Dark (2022).

## Achtergrond
De band werd opgericht door Sophie Scott in 2015, in eerste instantie als een oefen- en amateurmuziekgroep. In het voorjaar van 2017 besloot Scott echter om de muzikanten Chris Hill, bassist Bailey Stapledon en gitarist Toby Holmes bij de band te halen, deze drie waren medestudenten aan de "Academy of Contemporary Music" in Guildford, met als doel "het serieuzer te nemen en meer als een echte band te klinken".
De band verhuisde vervolgens naar Sheffield, waar ze in kroegen en kleine poppodia optraden en covers speelde van Supertramp en Chris Isaak, gecombineerd met eigen werk. In april 2018 brachten ze hun eerste single "Monsters" uit, gevolgd door hun ep "Adolescence" in oktober dat jaar.
In juni 2019 verving Antonia Pooles bandlid Stapledon. In de zomer van 2019 trad de band op op het Reading en Leeds Festivals en het Glastonbury Festival. In het najaar bracht de band twee nieuwe singles uit en werd er live opgetreden op de lokale Sheffield Radio-zender. Begin 2020 werkte de band samen met de Duitse dj Purple Disco Machine voor de single "Hypnotized", dat hun het eerste grote succes bracht binnen Europa. In België behaalde het nummer goud met circa 20.000 downloads en in Italië haalde het nummer driemaal platina.
Begin 2022 was er een nieuwe samenwerking met Purple Disco Machine met het nummer "In the Dark", deze single behaalde in mei 2022 de gouden platina status met 40.000 downloads in Nederland. Sophie trad met Benny Benassi en Dardust op als pauze act tijdens de eerste halve finale van het Eurovisiesongfestival 2022 in Turijn met het nummer "Golden Nights".

## Discografie

### Singles
| Single met eventuele hitnotering(en) in de Nederlandse Top 40 | Datum van verschijnen | Datum van binnenkomst | Hoogste positie | Aantal weken | Opmerkingen                                                      |
| ------------------------------------------------------------- | --------------------- | --------------------- | --------------- | ------------ | ---------------------------------------------------------------- |
| Hypnotized                                                    | 2020                  | 08-04-2020            | 7               | 19           | met Purple Disco Machine / 31 in de Single Top 100               |
| In the Dark                                                   | 2022                  | 21-01-2022            | 3               | 24           | met Purple Disco Machine / 25 in de Single Top 100 / Alarmschijf |